# Isaac Todhunter
Isaac Todhunter (1820-1884) va ser un matemàtic anglès.

## Vida i Obra
Fill d'un ministre de l'Església congregacional, el seu pare va morir quan tenia sis anys. La seva mare es va traslladar a Hastings on va obrir una escola de noies. Va estudiar en una escola dirigida per Mr. Austin qui el va contractar com a professor ajudant. Va compaginar les seves obligacions docents amb els estudis de matemàtiques al University College de Londres on es va graduar el 1842 i doctorar el 1844 amb honors. Entre els seus professors van estar James Joseph Sylvester i Augustus De Morgan.
El 1848 es va graduar som senior wrangler al St. John's College de la universitat de Cambridge. Durant els següents quinze anys va ser fellow i director, successivament, del St. John's. El 1864 va haver de resignar per poder casar-se amb la filla d'un almirall.
El 1865 va ser un dels primers membres de la London Mathematical Society, fundada el mateix any.
A partir de 1880, una malaltia el va anar afeblint fins a la paràlisi. Va morir el 1884.
Todhunter és recordat pels seus llibres de text de matemàtiques i de història de les matemàtiques. En estreta aliança amb l'editor MacMillan va publicar volums que van arribar a vendre prop de 700.000 exemplars com la seva Algebra for Beginners o més de 500.000 com el seu Euclid.